# Myotis diminutus
Myotis diminutus — вид роду Нічниця (Myotis).

## Поширення, поведінка
Проживання: Еквадор. Вагою 3,5 грама, він є одним із найменших рукокрилих роду Myotis відомих в Південній Америці.